# علي بن الحكم
علي بن الحكم هو أحد رواة حديث شيعي، يعده الشيعة من أصحاب علي الرضا ومحمد الجواد.

## سيرته
هو علي بن الحكم بن الزبير أبو الحسن النخعي بالولاء، الأنباري الكوفي. له كتاب «الحديث». ولم تذكر المصادر تاريخ وفاته لكن يظهر من بعد المصادر أنه كان حياً قبل سنة 220 هـ.
قال الشيخ الطوسي: «علي بن الحكم الكوفي ثقة، جليل القدر.». وقال الحلي: «عليّ بن الحكم الكوفي، ثقة جليل القدر». وقال النوري: «علي بن الحكم، هو الكوفي الأنباري، الثقة الجليل، كثير الرواية، ابن اخت داود بن النعمان، تلميذ ابن أبي عمير». وقال أحمد بن عبد الرضا البصري: «علي بن الحكم بن الزبير النخعي الكوفي، كان من صلحاء الموالي». وقال المجلسي: «علي بن الحكم الأنباري الكوفي النخعي ثقة».

## روايته للحديث
وقع في إسناد ألف وأربعمائة واثنين وستين رواية عن الأئمة الأثنا عشر.
- روى عن: أبي إسحاق النحوي، وأبي أيوب إبراهيم بن عثمان الخزاز، ومحمد بن أبي عمير، وعبد الله بن بكير، وأبان بن عثمان الأحمر، والحسن بن زياد الصيقل، والحسين بن الفرات، والحسين بن المختار القلانسي، والحكم بن مسكين، وحماد بن عثمان، ودِعْبل بن علي، وذريح بن محمد المحاربي، وربيع بن محمد المسلي، وسليمان بن نهيك، وعاصم بن حُميد الحنّاط، وعبد اللّه بن سنان، وعبد اللّه بن المغيرة، وعبد الملك بن عتبة الهاشمي، وعلي بن ميمون الصائغ، وعمر بن أبان الكلبي، ومثنى بن الوليد الحناط، وعلي بن أبي حمزة، ومعلى بن خُنيس، وموسى بن بكر الواسطي، وهشام بن الحكم، وهشام بن سالم الجواليقي، والفضيل بن سعدان، وصفوان بن مهران الجمّال، وصفوان بن يحيى، والهيثم بن عروة التميمي، ويونس بن يعقوب، وطائفة.[10]

- روى عنه: أحمد بن محمد بن خالد البرقي، والحسين بن سعيد، وسلمة بن الخطاب، وسهل بن زياد، وعبد اللّه بن جعفر الحميري، وعبد الله بن الصلت، وعبد الله بن محمد بن عيسى، وعلي بن إسماعيل، ومحمد بن سعيد بن غزوان، ومحمد بن إسماعيل القمي، وموسى بن القاسم، ومحمد بن علي بن محبوب، ومحمد بن عيسى بن عبيد، وصالح بن أبي حماد، وأحمد بن محمد بن عيسى، وآخرون.[1]